# Ernst af Klercker
Achates Ernst Wilhelm af Klercker, född den 28 december 1881 i Kristianstad, död den 18 maj 1955 i Helsingborg, var en svensk arméofficer (generallöjtnant).

## Biografi
Redan vid tre års ålder blev han moderlös och när han var femton år gammal avled även fadern. Kort därefter flyttade af Klercker till Stockholm och efter mogenhetsexamen från Norra latinläroverket tog han år 1900 värvning som volontär vid Andra livgrenadjärregementet (I 5). Till elev vid Kungliga Krigsskolan antogs han 1901 och avlade där officersexamen den 28 november 1902 för att sedan anställas som underlöjtnant vid I 5.
Efter att ha tjänstgjort vid I 5 i några år studerade han 1909-1911 vid Kungliga Krigshögskolan och antogs 1912 som generalstabsaspirant. Från 1917 till 1921 var han adjutant hos generalstabschefen (Knut Gillis Bildt till 1919, därefter Lars Tingsten). 1923 blev han stabschef vid Militärläroverksinspektionen, en tjänst han upprätthöll till 1926 då han blev chef för Generalstabens utrikesavdelning.
Från oktober 1917 till oktober 1918 och återigen från 1923 till 1931 undervisade han i taktik vid Kungl. Krigsskolan och var även chef för Infanteriofficersskolan 1928–1930. Åren 1930 till 1933 var han chef för Krigsskolan. Han var en av landets främsta militärpedagoger och utgav 1930 sin bok Militär psykologi som var först i landet inom sitt slag.
Efter att ha befordrats till överste 1932 tillträdde han den 24 februari 1933 posten som chef för Hälsinge regemente (I 14). Han var bara regementschef i drygt ett år till dess han i mars 1934 blev chef för Lantförsvarets kommandoexpedition. Den 1 augusti 1936 tillförordnades han som chef för Arméstaben och den 17 mars 1937 utnämndes han till generalmajor.
Den 1 juli 1937 tillträdde han tjänsten som chef för I. arméfördelningen och genom Försvarsbeslutet 1942 kom han att bli den första militärbefälhavaren för nybildade I. militärområdet. Han erhöll avsked från aktiv tjänst 1947 och utnämndes då till generallöjtnant i generalstabens reserv.
af Klercker var från 1927 ledamot av andra klassen i Kungliga Krigsvetenskapsakademien och 1937 ledamot av första klassen.

## Familj
Ernst af Klercker var yngste son till majoren Ernst Fredrik af Klercker och friherrinnan Charlotta Wilhelmina Bennet. Han var yngre bror till diplomaten Fredrik af Klercker, läkaren Kjell-Otto af Klercker, skådespelaren och regissören Georg af Klercker samt generalmajoren Tage af Klercker. af Klecker gifte sig den 12 oktober 1907 med Anna Ingegerd Maria Tham (1887-1963), med vilken han fick sonen Fredrik af Klercker (1908-1969).

## Utmärkelser

### Svenska utmärkelser
- Kommendör med stora korset av Svärdsorden, 15 november 1944.[2]
- Kommendör av första klassen av Svärdsorden, 5 juni 1937.[3]
- Riddare av första klassen av Svärdsorden, 1923.[4]
- Riddare av Nordstjärneorden, 1933.[5]
- Riddare av första klassen av Vasaorden, 1927.[6]

### Utländska utmärkelser
- Storkorset av Danska Dannebrogorden, tidigast 1947 och senast 1950.[7][8]
- Riddare av Danska Dannebrogorden, tidigast 1925 och senast 1928.[9][10][11]
- Innehavare av Tyska örnens orden (med grad som på svenska angivits som Storofficer), tidigast 1940 och senast 1942.[12][13]
- Kommendör av Belgiska Kronorden, tidigast 1935 och senast 1940.[12][14]
- Kommendör av andra klassen av Finlands Vita Ros’ orden, tidigast 1925 och senast 1928.[9][10]
- Kommendör av Franska Hederslegionen, tidigast 1935 och senast 1940.[12][14]
- Kommendör av Italienska Kronorden, tidigast 1928 och senast 1931.[10][11]
- Kommendör med svärd av Nederländska Oranien-Nassauorden, tidigast 1928 och senast 1931.[10][11]
- Kommendör av andra klassen av Polska Polonia Restituta, tidigast 1935 och senast 1940.[12][14]
- Kommendör av andra klassen med vita korset av Spanska Militärförtjänstorden, tidigast 1928 och senast 1931.[10][11]
- Kommendör av Österrikiska förtjänstorden, tidigast 1935 och senast 1940.[12][14]
- Riddare av första klassen av Norska Sankt Olavs orden, tidigast 1928 och senast 1931.[10][11]